# 茚三酮
茚三酮（寧希德林），一种有机化合物，被广泛用于检测氨、一级和二级胺，尤其是氨基酸。茚三酮与它们反应时产生深蓝色或紫色，称为罗曼紫（Ruhemann's purple）。法医学上这个反应被用于鉴定指纹。
茚三酮反应（Kaiser鉴定）也可用来在固相接肽时检验脱保护基是否已经完成， 鉴定和比色法分离氨基酸以及鉴定铵离子（呈紫色），机理如下图所示：